# Mühlbach am Manhartsberg
Mühlbach am Manhartsberg ist eine Ortschaft und Katastralgemeinde der Marktgemeinde Hohenwarth-Mühlbach am Manhartsberg in Niederösterreich mit 213 Einwohnern (Stand 1. Jänner 2025).

## Geographie
Der Ort liegt am östlichen Abfall des Manhartsberges am Gscheinzbach. Durch den Ort führt die Retzer Straße.

## Geschichte
Mit einer einfachen Kreisgrabenanlage aus dem Neolithikum sind Spuren der menschlichen Tätigkeit ebenso vorhanden wie Artefakte der frühen Latène- und der römischen Kaiserzeit. Der Ortsname geht auf das durch den Ort fließenden Gscheinzbach zurück, der auf einer Länge von etwa 20 Kilometern rund zehn Mühlen antrieb.
Urkundlich erstmals genannt wird der Ort als Schenkung im Zusammenhang mit der Gründung von Stift Göttweig durch Bischof Altmann von Passau. Der aus dem späten 11. Jahrhundert überlieferte Ortsname Mulibach weist auf ein Gewässers hin, an dem sich eine Mühle befindet: Mühlbach. Die stattliche Krotenmühle südlich des Ortes ist heute verfallen.
Die ursprüngliche Veste Mühlbach wurde im 15. Jahrhundert zerstört. Das heutige Schloss Mühlbach stammt aus der Spätrenaissance.
Nach dem Aussterben des Geschlechts der Mühlbacher als Herrschaftsinhaber waren unter anderem die Herren von Walsee, die Herren von Hofkirchen und zuletzt die Grafen Gudenus die Inhaber des Ortes.
Nach den Reformen 1848/1849 konstituierte sich Mühlbach 1850 zur selbständigen Gemeinde und war bis 1868 dem Amtsbezirk Ravelsbach zugeteilt.

## Öffentliche Einrichtungen
In Mühlbach befindet sich eine Volksschule.

## Persönlichkeiten
- Wilhelm von Hofkirchen (1529–1584), Inhaber der Herrschaft Mühlbach
- Joseph Misson (1803–1875), katholischer Ordensgeistlicher (Piarist) und österreichischer Mundartdichter
- Leopold Graf von Gudenus (1843–1913), Abgeordneter, Diplomat, Landmarschall von Niederösterreich und Oberstkämmerer des Kaisers
- Walther Sohm (1909–2001), Volksschullehrer von Mühlbach, Heimat- und Mundartforscher